# 雲の中で散歩
『雲の中で散歩』（A Walk in the Clouds）は、1995年に公開されたアメリカ合衆国とメキシコ合作の恋愛映画。
監督はアルフォンソ・アラウ、脚本はロバート・マーク・ケイメン、マーク・ミラー、ハーヴェイ・ウェイツマン。この映画は1942年のピエロ・テッリーニ、チェーザレ・ザヴァッティーニ、ヴィットリオ・デ・ベネデッティ脚本のイタリア映画『雲の中の散歩』（Quattro Passi Fra Le Nuvole）が基になっている。この映画はセピア調で撮影されている。

## ストーリー
第二次世界大戦が終わり、軍務を解かれた兵士のポールは入隊前に出会って数日のうちに衝動的に結婚した妻のもとに帰る。４年ぶりに夫を迎えた妻は、職の無いポールに軍服を着たチョコレートの行商を勧めた。落ち着いた家庭を望んでいたポールだが受け入れて旅に出る。
旅先で若い女性のヴィクトリアと知り合う。故郷を離れて都会で教育を受けた彼女は、年上の大学教授と交際し妊娠をした。父親のいない子供を授かったと知れば、家門の名誉を重んじる父親のアルバートは彼女とお腹の子供を許さないと心配をしていた。ヴィクトリアに同情したポールは、父親が娘を受け入れるまで自分が父親役をすると申し出る。

## キャスト
※括弧内は日本語吹替
- ポール・サットン - キアヌ・リーブス（山寺宏一）
- ヴィクトリア・アラゴン - アイタナ・サンチェス＝ギヨン（田中敦子）
- ドン・ペドロ・アラゴン - アンソニー・クイン（小松方正）
- アルバート・アラゴン - ジャンカルロ・ジャンニーニ（池田勝）
- マリア・ホセ・アラゴン - アンジェリカ・アラゴン（吉田理保子）
- グアダループ・アラゴン - エヴァンジェリーナ・エリゾント（稲葉まつ子）
- ペドロ・アラゴン・ジュニア - フレディ・ロドリゲス（成田剣）
- ベティ・サットン - デブラ・メッシング